# Paavo Berglund
Paavo Allan Engelbert Berglund OBE (14 d'abril de 1929 – 25 de gener de 2012) va ser un director i violinista finlandès.

## Carrera
Nascut a Hèlsinki, Berglund va estudiar el violí de petit i tocava un instrument fet pel seu avi. Als 15 anys, s'havia decidit per la música com a carrera, i als 18 tocava als restaurants.
Durant la Segona Guerra Mundial, Berglund va treballar a les fàbriques de ferro de Billnäs. Els nens van ser evacuats de Hèlsinki durant les etapes més dures de la guerra. La seva carrera professional com a violinista va començar el 1946, tocant tot l'estiu al casino dels oficials (Upseerikasino) a Hèlsinki. El 1945 ja havia tocat en orquestres de ball. L'estudi formal va tenir lloc a Hèlsinki a l'Acadèmia Sibelius, a Viena i a Salzburg. Va ser violinista de l'⁣Orquestra Simfònica de la Ràdio Finlandesa des del 1949 fins al 1958 a la 1a secció de violí, únic entre els instrumentistes per ser acomodat per seients per tenir en compte el fet que tocava el violí amb l'esquerra.
En una entrevista de ràdio feta a la finlandesa Broadcasting Company YLE l'any 2002, Berglund explica com va escoltar l'⁣Orquestra Filharmònica de Viena durant la seva gira a Hèlsinki amb Wilhelm Furtwängler i va quedar molt impressionat. Poc després va marxar a Viena per estudiar. Tenia molts amics tant a la Filharmònica de Viena com a l'orquestra Simfònica de la Ràdio de Viena, i podia assistir a les sessions d'assaig i enregistrament. Una sessió d'enregistrament particular que recorda és quan va estar present una nit, quan Furtwängler va gravar l'obertura de Manfred de Schumann i Vltava de Smetana a la Musikverein de Viena. Un altre director amb el qual va quedar molt impressionat va ser Hans Knappertsbusch.
La carrera de director de Berglund va començar el 1949, quan va fundar la seva pròpia orquestra de cambra. El 1953, Berglund va cofundar la Orquestra de cambra de Hèlsinki., inspirada en part per l'⁣Orquestra Boyd Neel.
El 1955, va ser nomenat director associat de l'Orquestra Simfònica de la Ràdio Finlandesa i va exercir com a director en cap de 1962 a 1971. Berglund es va convertir en director musical de l'⁣Orquestra Filharmònica de Hèlsinki el 1975 i va ocupar el càrrec durant quatre temporades. Va ser director del cor de veus mixtes de la Unió d'Estudiants de la Universitat de Hèlsinki, Akateeminen Laulu, de 1959 a 1961.

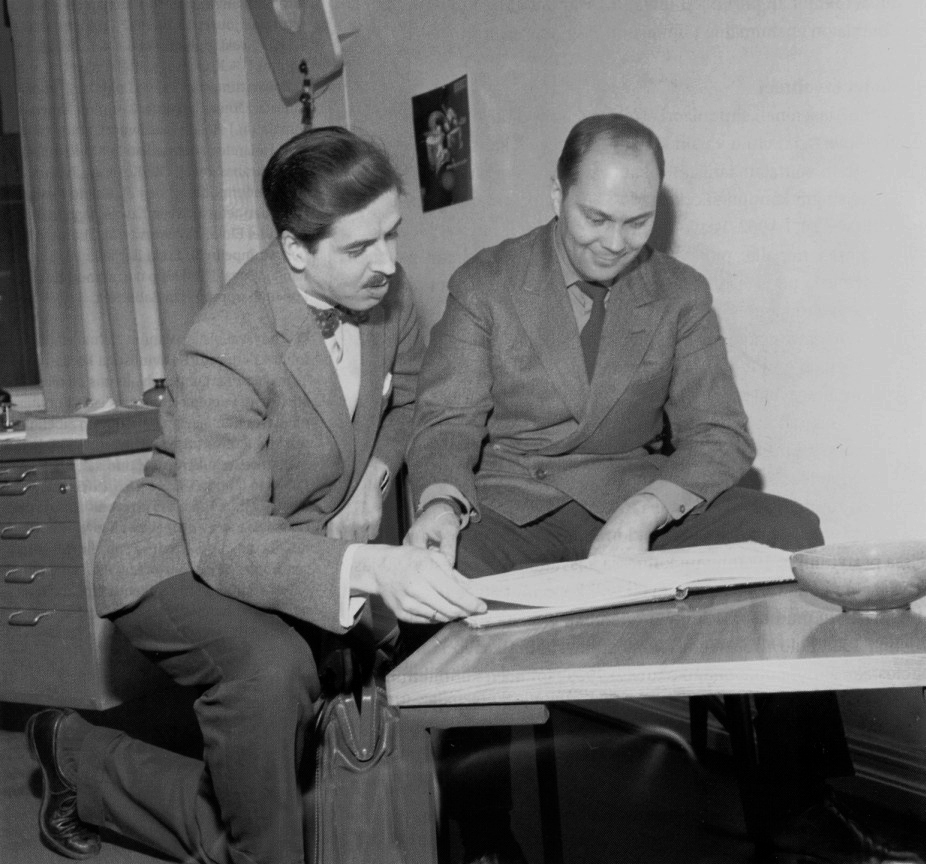
Berglund (dreta) amb el violinista Heikki Louhivuori de l'Orquestra Simfònica de la Ràdio Finlandesa

Berglund va assolir notorietat com a director orquestral estricte i disciplinari gràcies als seus assajos despietats i la seva dedicació a la perfecció musical. Com a director d'orquestra, Berglund sovint va anar més enllà de la partitura impresa en la música de Jean Sibelius i altres per millorar el que creia que eren debilitats, especialment en l'orquestració, el color i l'equilibri.
La majoria de les orquestres que va dirigir van respondre bé a aquest enfocament. Era incansable en l'estudi, la preparació i l'assaig. Gairebé sempre portava amb ell els seus propis materials, que havia corregit i marcat amb el seu propi puny. Després, marcava instruccions molt detallades a la partitura de cada músic individual.
Certament, Berglund no sempre estaria d'acord amb els compositors; se sentia còmode elaborant els matisos que considerava importants però que els compositors no havien destacat. Creia en els detalls: "Crec que ja hem tingut prou enregistraments tous", va assenyalar Berglund en una entrevista de Finnish Music Quarterly (FMQ) el 1999.
Al Regne Unit, Berglund va dirigir els concerts del centenari de Sibelius amb l'⁣Orquestra Simfònica de Bournemouth el 1965, i es va convertir en el seu director principal el 1972, mandat que va concloure el 1979. Va elevar significativament els seus estàndards d'actuació, com es pot escoltar a partir dels nombrosos enregistraments que va fer per a EMI durant aquest període. També va ser director convidat principal de l'Orquestra Nacional Escocesa, de 1981 a 1985.
Berglund va dimitir de les orquestres de Hèlsinki i Bournemouth el 1979.
Com a convidat, va dirigir les principals orquestres nord-americanes i europees, com ara l'⁣Orquestra Filharmònica de Berlín, l'⁣Orquestra Simfònica de Londres, la Staatskapelle de Dresden, les Filharmòniques de Sant Petersburg i Moscou, la Gewandhaus de Leipzig i les Orquestres Filharmòniques d'Israel.
Berglund va ser membre del col·legi de directors de l'Orquestra Nacional Russa.
Va debutar a Nova York el 1978 amb l'Orquestra Simfònica Americana al Carnegie Hall, en un concert de Xostakóvitx i Sibelius. A partir de la dècada de 1990 es va convertir en director convidat habitual de la Filharmònica de Nova York i l'⁣Orquestra de Cleveland.
Berglund va fer més de 100 enregistraments. En una entrevista per al diari Helsingin Sanomat l'any 2009, va dir quan li van preguntar sobre els seus enregistraments, que l'enregistrament de Smetana amb la Dresden Staatskapelle és probablement el millor, ja que aquesta era la millor de les orquestres amb les quals va fer enregistraments.
Berglund va dirigir òpera unes quantes vegades. Els més importants dels seus projectes operístics van ser Fidelio de Beethoven amb l'Òpera Nacional Finlandesa a Hèlsinki l'any 2000 (amb Karita Mattila, Matti Salminen, Jaakko Ryhänen) i Maskerade de Nielsen a Copenhaguen.
Paavo Berglund va dir en una entrevista de ràdio per al director Atso Almila, feta en ocasió del 75è aniversari l'any 2002 de l'Orquestra Simfònica de la Ràdio Finlandesa, que tenia la relació i amistat més estreta dels compositors finlandesos contemporanis amb Joonas Kokkonen (1921-1996). La col·laboració va ser molt forta. Va defensar la seva música tant com va poder i també el va ajudar durant els moments difícils de la vida. Va encarregar moltes de les obres de Kokkonen.
Berglund també va ser el primer director dels primers anys, al costat de Jukka-Pekka Saraste, per a l'⁣Orquestra de Cambra Finlandesa fundada el 1990. L'orquestra no serveix com a feina principal per a ningú, sinó com a instrument per reunir els millors músics per treballar junts en un conjunt exquisit on l'art i la qualitat passen per davant de la rutina.
L'orquestra està formada per concertistes i directors de les principals orquestres finlandeses com l'Orquestra Simfònica de la Ràdio Finlandesa, l'Orquestra Filharmònica de Hèlsinki, l'Orquestra de l'Òpera Nacional de Finlàndia, Tapiola Sinfonietta, Avanti! i l'Orquestra Simfònica de Lahti . Berglund també va dirigir l'Orquestra Simfònica de l'Acadèmia Sibelius en algunes ocasions.

## Relació amb la música de Jean Sibelius
Berglund estava particularment associat amb la música de Sibelius i va gravar les simfonies completes de Sibelius tres vegades.
A mitjans de la dècada de 1950, Jean Sibelius va sentir a Berglund dirigir algunes de les simfonies i la suite Rakastava, i li va dir a Berglund com havia gaudit de les actuacions. Va conèixer Sibelius a casa seva, Ainola, com a membre de la delegació de l'Orquestra de la Ràdio que va visitar Sibelius. Sibelius li va preguntar si interpretaven a algun Schönberg. A això Paavo Berglund va respondre que no. Aquesta va ser tota la conversa. Berglund va fer el primer enregistrament de la Simfonia de Kullervo.
La investigació crítica de Berglund sobre la Setena Simfonia de Sibelius va començar el 1957, quan la va dirigir amb l'Orquestra Filharmònica de Hèlsinki, i es va adonar que tocaven a partir de parts que Sibelius havia corregit. Va veure que les peces impreses tenien nombrosos errors. Les seves investigacions posteriors van portar a la publicació d'una nova edició de la simfonia de Hansen el 1980.

En una entrevista l'any 1998 al londinenc Sunday Times, Berglund va parlar de les seves idees interpretatives sobre la música de Jean Sibelius:
"La música de Sibelius sovint s'arruïna perquè és massa exacta. Crec que potser als músics els agrada tocar així" –fa una sèrie de gestos verticals cap avall–, "però és bo fer-ho així" –les mans, una sobre l'altra., oscil·leu suaument dins i fora de l'alineació vertical. "Precisió contra l'atmosfera: no és tan senzill. El primer director de Sibelius Georg Schneevoigt es va queixar una vegada que no podia treure els detalls de les partitures de Sibelius. Sibelius va dir que simplement hauria de nedar a la salsa".
Berglund a vegades va provocar polèmica amb els seus retocs de les parts orquestrals; com va dir en una entrevista a Gramophone a l'octubre de 1978, "Sibelius era un orquestrador excel·lent, però fins al final va fer dinàmiques estranyes que crec que he de canviar. En la Segona Simfonia no cal fer tants canvis, però curiosament hi ha moltes coses que cal modificar a la Setena Simfonia... La meva actitud era "werktreu", que en alemany significa aproximadament 'ser fidel a l'obra'. Però ja ho veus, els compositors no sempre ho sabien; podrien haver-hi pensat més. Bruckner, quan Lowe i Schalk li van suggerir coses (que sens dubte no eren estúpids) els va dir que seguissin endavant i ho fessin. Potser era feble i hauria d'haver discutit de vegades una mica més, però, d'altra banda, molts dels seus suggeriments estan bé".
Va col·laborar amb l'⁣Orquestra de Cambra d'Europa en els enregistraments de les simfonies completes de Jean Sibelius i Johannes Brahms. L'origen dels enregistraments de Sibelius es va fer quan Berglund va dirigir l'orquestra al Festival d'Edimburg en un cicle complet de les simfonies de Sibelius. El que va ser especialment notable va ser l'ús de forces de corda més petites de l'habitual en algunes de les simfonies.
Les primeres interpretacions de Sibelius de Berglund són més fosques i pesades. Més tard va descobrir un nou estil. Mentre que altres directors solen optar pels grans efectes a Sibelius, Berglund va començar a estimar la claredat que es podia aconseguir amb una orquestra d'uns 50 intèrprets.
Berglund va ser un dels membres del jurat del 1r Concurs Internacional de Directors Sibelius celebrat el 1995.

## Última actuació
Paavo Berglund va dirigir el seu darrer concert a la Salle Pleyel de París l'1 de juny de 2007. L'orquestra era l'⁣Orquestra Filharmònica de la Ràdio Francesa. El programa incloïa el Concert per a violí de Brahms amb Christian Tetzlaff com a solista i la Simfonia núm. 4 de Sibelius.

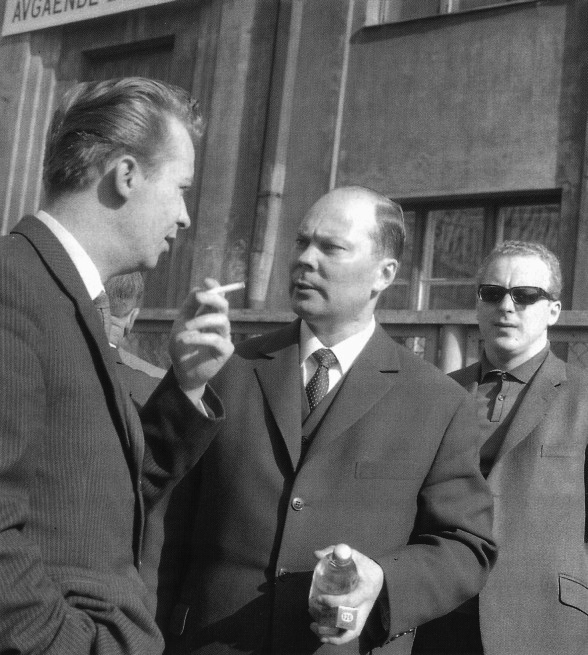
Esperant el tren cap a Leningrad el 1963: d'esquerra a dreta, intendent Aulis Sallinen, director Berglund, violinista Pertti Kiri

## Mort i llegat
Berglund va morir el 25 de gener de 2012, als 82 anys, i va ser enterrat a Hèlsinki el 4 de febrer de 2012. Li va sobreviure la seva dona, Kirsti; fill, Juha; filles, Liisa Kylmänen i Eeva Berglund; i cinc néts.

## Instruments seleccionats
L'any 2005, la Fundació Signe i Ane Gyllenberg va comprar un violí a Berglund, que havia sigut construït el 1732 per Carlo Bergonzi (1683–1747). Abans d'ell el violí era propietat d'⁣Isaac Stern. El violinista Ilkka Vainio ha dit que el violí és un exemple d'obra mestra, la millor que ha conegut personalment. El violí ha mantingut el seu estat original, fins i tot la laca encara està majoritàriament intacte. Segons Petteri Iivonen, que ha tocat l'instrument, el violí té un so càlid però pot suportar fins i tot un estil de toc més dur. El violí es presta a un músic durant tres anys cada vegada. El primer va ser Pietari Inkinen que va tenir el violí durant els anys 2005 a 2009.
A la primavera de 2009, el violí va ser lliurat a Petteri Iivonen. La fundació presta el violí anunciant-lo als diaris, publicacions musicals i al seu web. Els músics interessats poden sol·licitar gaudir del violí durant aquest període. Un jurat expert decideix el músic que tindrà el violí.
Segons la companyia finlandesa de radiodifusió YLE, el violí Stradivarius de Berglund va ser venut pels seus hereus el 2012 a la Fundació Cultural Finlandesa per 1,8 milions d'euros. Al mateix temps, es van donar a la fundació els drets de l'artista intèrpret sobre els enregistraments de Berglund, així com la seva valuosa col·lecció de partitures orquestrals. Aquest darrer material es posarà a disposició dels investigadors d'aquí a deu anys. El violí portarà el nom de Stradivarius ex. Berglund. El fill del Berglund, Juha Berglund, el portaveu de la família, diu que el seu pare tenia diversos instruments, però el Stradivari era el més estimat per a ell. El desig específic de Berglund era que el violí es quedés a Finlàndia. El violí es va construir cap a l'any 1700. El violí es troba en un estat excepcional per a la seva edat.